# 19139 Апіа
19139 Апіа (1989 GJ8, 1999 XP18, 19139 Apian) — астероїд головного поясу, відкритий 6 квітня 1989 року.
Тіссеранів параметр щодо Юпітера — 3,406.